# Xysticus schoutedeni
Xysticus schoutedeni là một loài nhện trong họ Thomisidae.
Loài này thuộc chi Xysticus. Xysticus schoutedeni được Roger de Lessert miêu tả năm 1943.